# كب
الكب أو الأخذ (بالإنجليزية: pronation)‏ في التشريح هو التفاف الساعد لكي تواجه راحة اليد إلى الخلف.
الكب هو عكس البسط.

## معرض الصور

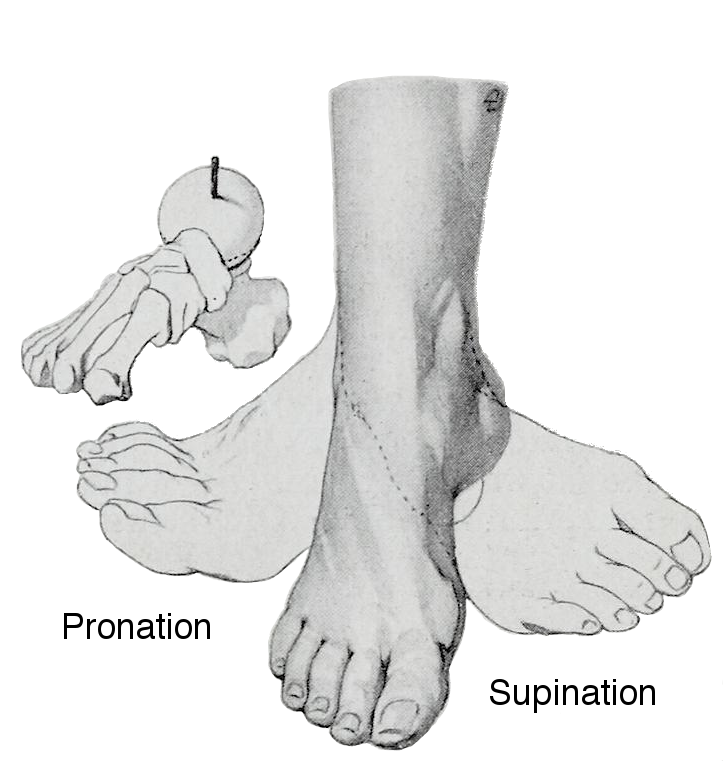
اليمين بسط (الوسط) واليسار كب.
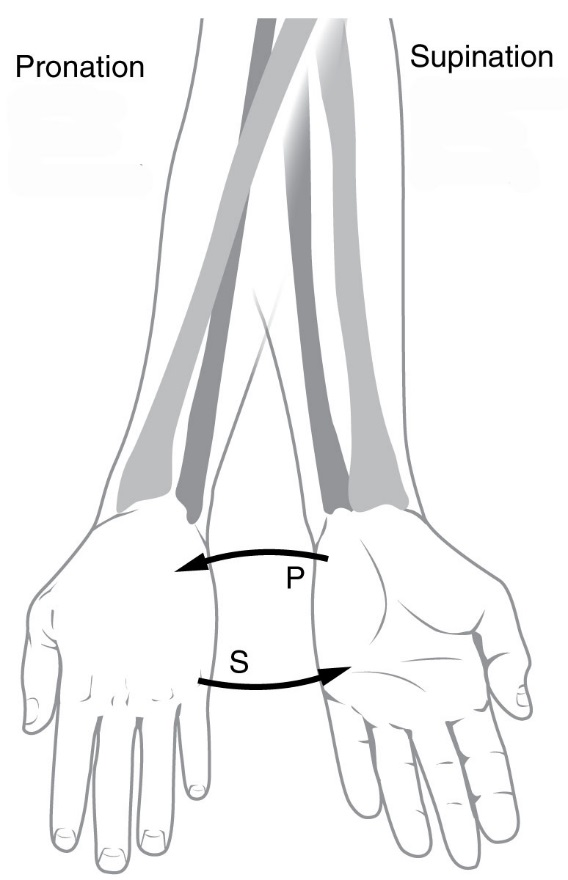
اليمين بسط واليسار كب.